# Innertkirchen
Innertkirchen is een gemeente en plaats in het Zwitserse kanton Bern, en maakt deel uit van het district Interlaken-Oberhasli. Innertkirchen telt 814 inwoners.
Engstlenalp ligt binnen deze gemeente. Op 1 januari 2014 werd Gadmen opgenomen in de gemeente. 

## Geboren
- Gertrude Duby-Blom (1901-1993), Zwitsers-Deens-Mexicaanse journaliste, antropologe en milieuactiviste